# Jan Kovář
Jan Kovář (Písek, 20 marzo 1990) è un hockeista su ghiaccio ceco.

## Carriera
In patria ha indossato le maglie di HC Plzeň, HC Klatovy, KLH Chomutov, HC Slovan Ústečtí Lvi e Piráti Chomutov.
Dalla stagione 2013/14 gioca in KHL con il Metallurg Magnitogorsk.
Con la nazionale della Repubblica Ceca ha preso parte a diverse edizioni dei campionati mondiali e ai Giochi olimpici invernali 2018.

## Palmarès

### Club
- Extraliga ceca: 1

Plzeň: 2012-2013
- Coppa Gagarin: 1

Magnitogorsk: 2015-2016
- Campionato svizzero: 2

Zugo: 2020-2021, 2021-2022
- 1. česká hokejová liga: 2

Chomutov: 2009-2010
Usti: 2010-2011

### Individuale
- MVP Extraliga ceca: 1

2012-2013